# Branntweinpest
Als Branntweinpest wurde der rasant zunehmende Konsum von Spirituosen seit der ersten Hälfte des 19. Jahrhunderts in Deutschland bezeichnet. Der Wandel der Trinkgewohnheiten vom Bier hin zu hochprozentigen Alkoholika innerhalb weniger Jahrzehnte erinnerte an eine Seuche, so dass analog die Bezeichnung Pest verwendet wurde.

## Hintergrund
Mit der Nutzung von Kartoffeln als preiswertem Ausgangsmaterial der Destillation sank der Schnapspreis erheblich. Viele Brennereien entstanden vor allem  dort, wo sich günstige Bedingungen für den Kartoffelanbau boten. Das war besonders im Norden und Osten Deutschlands der Fall. Der Kartoffelschnaps wurde fast zu einem Grundnahrungsmittel der unteren Bevölkerungsschichten, teilweise gehörte er zur Entlohnung. Während der Branntweinkonsum pro Kopf in Preußen um 1800 jährlich erst bei zwei bis drei Litern (reinem Alkohol) lag, betrug er um 1830 mehr als acht Liter. In Brandenburg erreichte er sogar 13 Liter.

## Gegeninitiativen
Erschreckt durch die negativen Begleiterscheinungen des Alkoholismus bildeten sich bürgerliche Gegeninitiativen, sogenannte Mäßigkeitsvereine, sowie kirchliche Bewegungen z. B. unter Friedrich von Bodelschwingh. Mediziner wie Christoph Wilhelm Hufeland veröffentlichten Abhandlungen über die Gefahren des Branntweinkonsums. 1887 verdoppelte die Reichsbranntweinsteuer-Reform den Preis der Spirituosen, worauf der Konsum sofort um rund 40 Prozent zurückging. Die Konsumenten kehrten zu einem großen Teil wieder zum Bier zurück.
Weil sich in den deutschen Kolonien Kamerun und Togo in  Afrika, vor allem durch Importe aus Deutschland, ähnliches abspielte, sprach der Reichstagsabgeordnete Adolf Stoecker am 14. Mai 1889 über die „Seelen tötende Branntweinpest“. Probleme gab es ebenfalls in Tirol und in der Schweiz. Dort war der Begriff Kartoffelschnapspest üblich.